# Sokcimpájú holdruta
A sokcimpájú holdruta (Botrychium multifidum) Észak-Amerikában és Európában honos, a kígyónyelvfélék családjába tartozó harasztfaj.

## Megjelenése

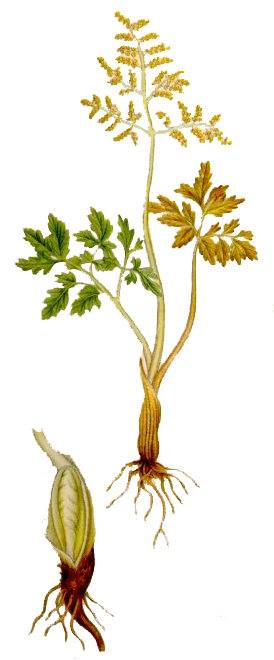

A sokcimpájú holdruta 5–25 cm magas, évelő, részben levélhullató növény. Föld alatti gyöktörzse gombafonalakhoz kapcsolódva, azokkal szimbiózisban él (mikorrhiza). Egy-két (ritkán négy) levelet hajt, amelyek a páfrányoktól eltérően nem csavarodnak be pásztorbotszerűen. A levelek két, élesen elkülönülő - egy vegetatív, meddő és egy spórás - részből állnak, amelyek egészen alacsonyan válnak szét és ha az avar vagy fűszálak eltakarják, úgy tűnhet, mintha két levélről lenne szó. A vízszintes helyzetű meddő levélkaréj kerülete többé-kevésbé egyenlő oldalú háromszöget formáz, nyele 3–9 cm, többszörösen szárnyasan összetett. Színe élénk- vagy sötétzöld, az egyes szárnyak bőrszerűen vastagok. Kedvezőtlen időjárású években a növény csak meddő leveleket hajt, sőt esetleg azt sem.
A spórás levélkaréj nyele hosszú, egyenesen felálló. Lemeze szintén sokszorosan szárnyalt, keskeny szárnyacskáin jól láthatóak a szőlőfürtszerűen sűrűn egymás mellett ülő éretten bebarnuló spóratartók. Spórái július-augusztusban érnek.
Hasonló faj lehet az ágas holdruta (Botrychium matricariifolium), de annak spórás és vegetatív levélkaréja magasan a föld fölött válik szét, a meddő levél pedig inkább hosszúkás.

## Elterjedése

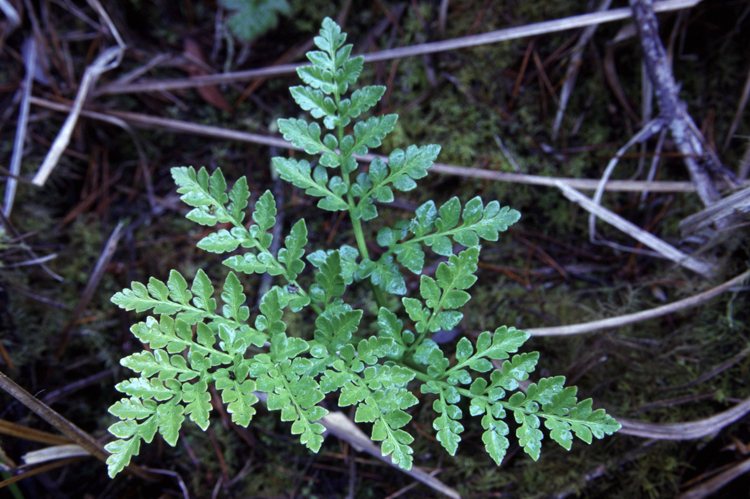
Levele

Az északi félteke mérsékelt és hideg régióiban honos. Európában az é.sz. 70°-től délre található meg az Alpokig és Kárpátokig, esetleg szigetszerűen az Appenninekben is előfordul. Észak-Amerikában Alaszkától Új-Fundlandig honos, előfordul Grönlandon és Északnyugat-Ázsiában is.
Magyarországon nagyon ritka, csak a Bükkben és a Zemplénben található meg. Fokozottan védett, természetvédelmi értéke 100 000 Ft.

## Termőhelye
Savanyú talajú hegyi rétek, szőrfűgyepek, bükkösök növénye. Kifejezetten mészkerülő.